# Власова, Олеся Юрьевна
Оле́ся Ю́рьевна Вла́сова (род. 14 сентября 1974, Московская область) — украинская актриса театра и кино, телеведущая. Входит в ТОП-20 актрис Украины по версии издания «Украинская правда. Жизни» (2009).
Заслуженная артистка Украины (2020).

## Биография
Родилась 14 сентября 1974 года в Подмосковье.
В раннем детстве переехала с родителями в Одессу, где окончила школу. В Одессе училась в Театральном лицее и работала ведущей телепередач на «7-м канале».
В 1999 году окончила Киевский институт театрального искусства им. И.Карпенко-Карого.
С 2000 года — актриса «Нового Драматического театра на Печерске».

### Образование
1990—1995 — Одесский театральный лицей, г. Одесса
1995—1999 — Киевский институт театрального искусства им. И.Карпенко-Карого, мастерская Н. Рушковского.

### Личная жизнь
Муж — украинский актёр Игорь Рубашкин.
Дочь — Апполинария (Полина).
Дочь — Варвара.

## Творчество

### Признание и награды
- 1998 — Премия «Киевская Пектораль» в номинации «За лучший дебют». Получена вместе с курсом за спектакли «Мастер и Маргарита» и «Человек из Ламанчи».
- 2003 — Премия «Киевская Пектораль» в номинации «За главную женскую роль» в спектакле «Варшавская мелодия — 2».

### Роли в театре
- 1998 — «Человек из Ламанчи» — Альдонса
- 2001 — «Остров нашей Любви и Надежды» — Лизка
- 2002 — «Арлекино. Слуга двух господ» — Беатриче
- 2003 — «Ионыч» — Анна Мартыновна Змеюкина
- 2003 — «Пять рассказов Пелевина» — Таня
- 2003 — «Варшавская мелодия — 2» — Геля
- 2003 — «Школа донжуанов» — Журналистка (Александра — Александр)
- 2004 — «Закон Танго» — соавтор сценария, автор песенных текстов
- 2005 — «Мастер и Маргарита» — Маргарита
- 2005 — «Белая ворона» — Распутница
- 2012 — «Люкс для иностранцев»—  Бренда Паркер

### Фильмография
| Год       |    | Название                                                          | Роль                                                        |
| --------- | -- | ----------------------------------------------------------------- | ----------------------------------------------------------- |
| 1998      | ф  | Жертва (реж. Юрий Одинокий, по заказу «USAID»)                    | главная роль                                                |
| 2001      | с  | След оборотня (Россия, Украина)                                   | эпизод                                                      |
| 2002      | с  | Под крышами большого города                                       | Наташа                                                      |
| 2002      | с  | Право на защиту                                                   | продавщица Даша                                             |
| 2003      | с  | Дух земли (Россия, Украина)                                       | эпизод                                                      |
| 2003      | с  | Европейский конвой (Украина)                                      | Тереза (главная роль)                                       |
| 2003      | с  | Леди Мэр                                                          | эпизод                                                      |
| 2004      | с  | Пепел Феникса                                                     | эпизод                                                      |
| 2005      | с  | Банкирши                                                          | эпизод                                                      |
| 2005      | с  | Возвращение Мухтара-2                                             | сестра Семёна (40-я серия — «Особые приметы»)               |
| 2005      | с  | Косвенные улики                                                   | Галя                                                        |
| 2005      | тф | Миф об идеальном мужчине. Детектив от Татьяны Устиновой (Украина) | Галка (в титрах — Олеся Слободская)                         |
| 2005      | тф | С днём рождения, королева! (Украина)                              | Франсина                                                    |
| 2006      | с  | Все включено (Россия, Украина)                                    | эпизод                                                      |
| 2006      | с  | Дедушка моей мечты-2/Давай поженимся! (Украина)                   | Олеся                                                       |
| 2006      | с  | Золотые парни-2/Кровавый круг (Россия, Украина)                   | Люба Литовченко                                             |
| 2006      | тф | Странное Рождество (Украина)                                      | Люба (медсестра)                                            |
| 2006      | тф | Четвертая группа                                                  | Оля                                                         |
| 2006—2007 | с  | Ситуация 202 (Украина)                                            | секретарь замминистра                                       |
| 2007      | ф  | Год Золотой Рыбки                                                 | эпизод                                                      |
| 2007      | тф | Девы ночи (Украина)                                               | Дзвинка                                                     |
| 2007      | ф  | Знак судьбы                                                       | Елена (младшая сестра Казанцева)                            |
| 2007      | ф  | Инди (Россия, Украина)                                            | Анжела (секретарь)                                          |
| 2007      | ф  | Люблю тебя до смерти                                              | девушка на ресепшн                                          |
| 2007      | тф | Психопатка (Украина)                                              | парикмахерша                                                |
| 2007      | с  | Убить змея                                                        | Катя                                                        |
| 2008      | тф | Доченька моя (Украина)                                            | Ксюша Капустина                                             |
| 2008      | с  | Колдовская любовь (Украина)                                       | Катя                                                        |
| 2008      | с  | Отряд (Россия, Украина)                                           | Юлия                                                        |
| 2009      | ф  | Её сердце (Украина)                                               | Лиля, мать Алены                                            |
| 2009      | с  | Ловушка (Россия, Украина)                                         | Зоя                                                         |
| 2010      | ф  | Двое (Россия, Украина)                                            | Ханна (ефрейтор-кинолог)                                    |
| 2010      | ф  | Дамский гамбит/Миллион до неба (Украина)                          | Имя персонажа не указано                                    |
| 2010      | с  | Трава под снегом (Россия, Украина)                                | Саша (сестра Леси)                                          |
| 2010      | с  | Я тебя никому не отдам (Россия, Украина)                          | Ольга (учительница в музыкальной школе)                     |
| 2011      | тф | Тёмные воды                                                       | беременная пациентка                                        |
| 2012      | с  | Женский доктор (Украина)                                          | Елизавета Филатова, заведующая родильным отделением         |
| 2012      | тф | Свидетельница                                                     | Лиза (жена Ивана)                                           |
| 2013      | с  | Женский доктор-2 (Украина)                                        | Елизавета Филатова, начмед, заведующая родильным отделением |
| 2014      | тф | Когда наступит рассвет                                            | Зина (продавщица)                                           |
| 2014      | с  | Скорая помощь (Украина)                                           | Анна Селиванова (детский кардиолог)                         |
| 2014      | с  | Сны (Россия, Украина)                                             | Главная роль                                                |
| 2016      | с  | Спросите у осени (Украина)                                        | Елена                                                       |
| 2016      | с  | Черный цветок (Украина)                                           | Лера                                                        |
| 2016      | с  | Плохой хороший коп                                                | Юлия Приходько                                              |
| 2016      | с  | Майор и магия                                                     | эпизод                                                      |
| 2016      | с  | Певица (Украина)                                                  | Елена                                                       |
| 2016—2017 | с  | Райское место (Украина)                                           | Марина Марченко                                             |
| 2017      | с  | Линия света (Россия, Украина)                                     | эпизод                                                      |
| 2017      | с  | Подкидыши-2 (Украина)                                             | Анжела Юрьевна Таранцова                                    |
| 2017      | с  | Цветы дождя (Украина)                                             | эпизод                                                      |
| 2017—2018 | с  | Когда мы дома. Новая история (Украина)                            | мать Кати                                                   |
| 2018      | с  | Путешествие к центру души (Украина)                               | знахарка Татьяна                                            |

### Телевидение
- 1992—1995: Диктор телеканала «7-й канал», г. Одесса[4]
- 2006: Телеигра «Естественный отбор»[5]
- 2007—2008: Ведущая утренней телепрограммы «Подъём» на «Новом канале» г. Киев, Украина[6]
- 2007: Игры патриотов[7]
- 2008: Кулинарный дуэт — 2. Олеся Власова[8]
- 2012: Большая разница по-украински. Выпуск 40[9]